# Bačka Palanka
.

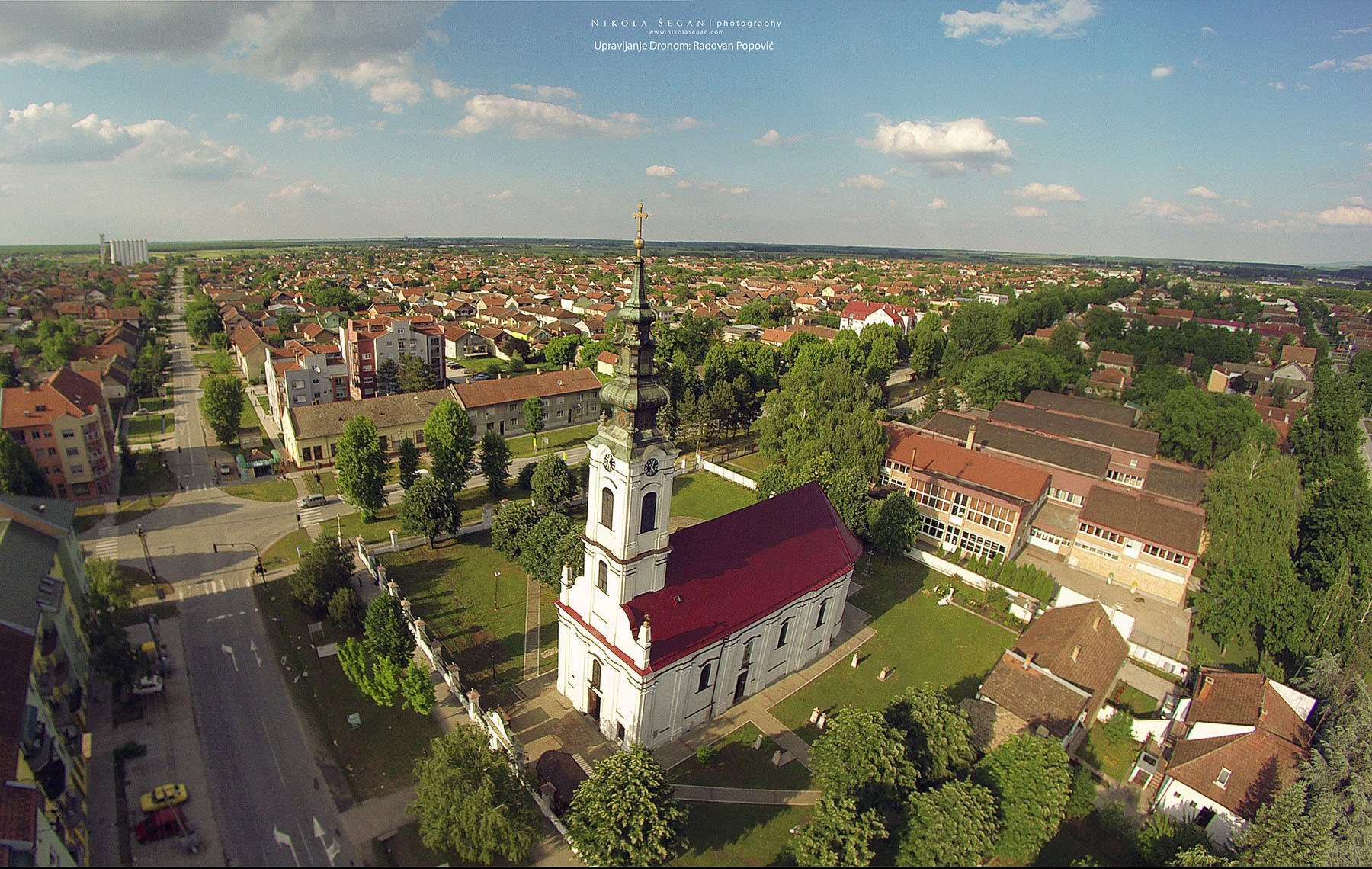
Stadspanorama med den serbiskortodoxa kyrkan, Johannes Johannes döparens kyrka

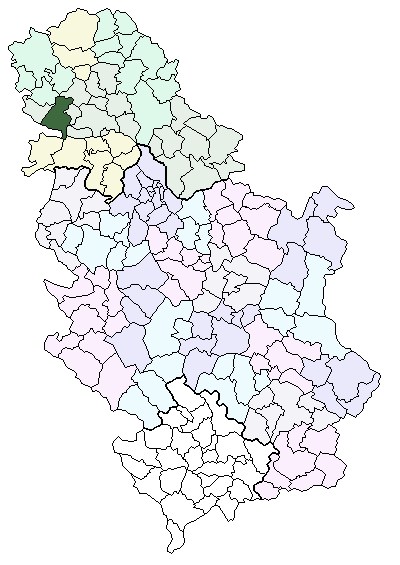
Bačka Palanka i Serbien

Bačka Palanka (kyrilliska: Бачка Паланка, slovakiska: Báčska Palanka, ungerska: Bácspalánka) är en stad i den norra serbiska provinsen Vojvodina. Staden har 29 449 invånare (kommunen har 60 966).
Staden nämns första gången 1486 men arkeologiska utgrävningar vittnar om att människor levde i området redan på stenåldern.
Bačka Palanka är en av de 10 mest utvecklade kommunerna i Vojvodina. Industrin och turismen är utvecklad.

## Sport
I staden finns den berömda fotbollsklubb Bačka Bačka Palanka

## Orter
Förutom Bačka Palanka ligger följande orter i kommunen:
- Čelarevo (Челарево, 5 423 invånare)
- Pivnice (Пивнице, 3 835)
- Mladenovo (Младеново, 3 358)
- Obrovac (Обровац, 3 177)
- Tovariševo (Товаришево, 3 102)
- Gajdobra (Гајдобра, 2 948)
- Silbaš (Силбаш, 2 848)
- Despotovo (Деспотово, 2 096)
- Nova Gajdobra (Нова Гајдобра, 1 409)
- Karađorđevo (Карађорђево, 1 012)
- Parage (Параге, 1 039)
- Neštin (Нештин, 900)
- Vizić (Визић, 349)

## Demografi
- Serber - 47 916 (78,59%)
- Slovaker - 5 837 (9,57%)
- Ungrare - 1 490 (2,44%)
- Jugoslaver - 1 041 (1,7%)
- Kroater - 982 (1,61%)
- Romer - 841 (1,37%)
- övriga

## Vänorter
- Otradnyj, Ryssland
- Kalusj, Ukraina